# Estádio Jonas Duarte
Het Estádio Jonas Duarte is een multifunctioneel stadion in Anápolis, een stad in Brazilië. 
Het stadion wordt vooral gebruikt voor voetbalwedstrijden, de voetbalclubs AA Anapolina, Anápolis FC, Grêmio Esportivo Anápolis en Grêmio Esportivo Anápolis maken gebruik van dit stadion. In het stadion is plaats voor 17.800 toeschouwers. Het stadion werd geopend in 1965.